# Enric Canals
Enric Canals i Cussó (Tiana, 1952) es un periodista, guionista y productor de televisión español.

## Biografía
Licenciado en Ciencias de la Información, desempeñó su carrera profesional siendo director general y jefe de programación de Televisió de Catalunya entre 1984 y 1989. Ha trabajado para los diarios El País y Diari de Barcelona así como también para Ràdio Barcelona. Posteriormente, dirigió el rotativo barcelonés El Observador. En el año 1990 fundó la productora audiovisual Mercuri SGP que llevó a la televisión series documentales como Te'n recordes?, Els dies que van canviar la nostra vida, Aquest temps, aquest país, Aquell 1898 (de la guerra de Cuba en la Semana Trágica), A l'ombra de la Gran Guerra, Un món en flames i Diccionari de butxaca del segle XX.
Consultor en proyectos audiovisuales, ha sido miembro del Consejo Audiovisual de Cataluña y director general de difusión de la Generalidad de Cataluña entre 1997 y 2001 así como del Consejo de Administración de la Corporación Catalana de Radio y Televisión (CCRTV) desde 2004 a 2008. A comienzos de 2011 fue nombrado delegado en Cataluña del grupo de comunicación Vocento.